# 三宅綾子
三宅 綾子（みやけ あやこ、1976年3月20日 - ）は広島県三原市出身のアクロバットダンサー。オアシススタイリング所属。身長158cm、体重42kg、血液型はA型。鹿屋体育大学卒業。
TBSテレビの筋肉番付シリーズ「KUNOICHI」の三連覇者として全国区に知られている。

## 来歴・人物
- 小学校4年の頃から器械体操を始め、2000年[いつ?]には国民体育大会団体の部にて優勝した経験を持つ。
- その後アクロバットダンスカンパニー「G-Rockets」のメンバーとして活動した後、「KUNOICHI」出場やマッスルミュージカル出演を経て、現在は活動の幅を広げるべく個人での活動を開始。髪をピンク、金色に染めている。
- 2020年現在、パフォーマンスチームPADMAに所属し、舞台等で活動している。

## KUNOICHIでの戦績
2004年に「KUNOICHI 第4回大会」を初制覇。その後、第5回、第6回と連続でFinal Stageをクリアし、回を追うごとに難易度の上がるステージを相手に、初出場以降「13ステージ連続クリア」「3連続完全制覇」という驚異の記録を出した。この記録は、KUNOICHIではもちろん、単純に比較はできないが、男子の「SASUKE」 も含めた中での最高記録である(2017年現在)。連続クリア記録は2007年9月5日放送のKUNOICHIの2ndステージで途切れた。2006年正月の第5回大会の完全制覇はSASUKE・KUNOICHI通じ初のゼッケン100番でもあった。SASUKEでこれが達成されたのは約15年後の第38回大会の森本裕介である。

### KUNOICHIで出場した大会の結果
| 大会      | ゼッケン | STAGE | 記録     | 備考               |
| --------- | -------- | ----- | -------- | ------------------ |
| 第4回大会 | 58       | FINAL | 完全制覇 | 1st最速タイム      |
| 第5回大会 | 100      | FINAL | 完全制覇 | 1st・2nd最速タイム |
| 第6回大会 | 100      | FINAL | 完全制覇 |                    |
| 第7回大会 | 100      | 2nd   | 舞乱道   | 3本目              |

### 通算成績
| 出場数 | 2nd進出 | 3rd進出 | FINAL進出 | 最優秀成績 |
| ------ | ------- | ------- | --------- | ---------- |
| 4回    | 4回     | 3回     | 3回       | 3回        |

2007年 第7回大会終了時

### SASUKEでの戦績
| 大会       | ゼッケン | STAGE | 記録           | 備考     |
| ---------- | -------- | ----- | -------------- | -------- |
| 第17回大会 | 75       | 1st   | ジャンプハング | 全カット |

## 特筆
KUNOICHIでは勢いで乗り切るというよりは、類い稀な身体能力に裏打ちされたかのような冷静さと慎重さが持ち味で、身体操作、瞬発力に特に秀でている。2005年に第5回大会を完全制覇した際（放送は2006年1月7日）、祖母が亡くなった中で挑戦したことを打ち明けており、これには共演した小宮理英なども悲しみにくれていたという。

## 出演履歴

### テレビ
- 「KUNOICHI」（TBS）
- 「海筋肉王～バイキング～」（フジテレビ）
- 「第22回 博士と助手〜細かすぎて伝わらないモノマネ選手権〜(とんねるずのみなさんのおかげでした)」（フジテレビ）

### 舞台
- 「筋肉ミュージカル」

### 映画
- 「ひきこさん vs 口裂け女」（2011年） - ひきこさん役